# یتیم (فیلم ۲۰۱۶)
یتیم (به انگلیسی: Orphan) فیلمی محصول سال ۲۰۱۶ و به کارگردانی آرنو دو پالیر است. در این فیلم بازیگرانی همچون آدل انل، ادل اگزارکوپولوس، سولنی ریگو، وگا کیوزیتک، جلیل لیسپرت، جما آرترتون، نیکولا دوووشل، سرژی لوپس، جوناس بلوکت و جنیفر دکر ایفای نقش کرده‌اند.